# Демон ночи
«Демон ночи» (англ. Lighthouse; Dead of Night) — фильм ужасов 2000 года режиссёра Саймона Хантера. Премьера фильма состоялась 4 февраля 2000 года.

## Сюжет
Морское судно перевозит опасных заключённых к месту лишения свободы. Однако, несмотря на всевозможные предосторожности, один из заключённых — жестокий убийца Лео Рук — вырывается на свободу, убивает двух человек и, используя лодку, приплывает на ближайший остров, на котором находится маяк. Здесь Рук расправляется с двумя смотрителями маяка и выключает прожектор. А в это время капитан корабля, который любит выпить, не заметил того, что маяк не светит. В результате этого судно натыкается на подводный риф и тонет. Спасшаяся группа людей высаживается на остров, даже не подозревая о том, что здесь уже находится сбежавший убийца. Однако скоро они об этом узнают и тогда, во главе с заключённым, невиновно осужденным Спэйдером, будут пытаться противостоять Лео Руку.

## В ролях
| Актёр             | Роль    |
| ----------------- | ------- |
| Джеймс Пьюрфой    | Спэйдер |
| Кристофер Адмасон | Лео Рук |